# Db4o
db4o (від англ. database for objects — база даних для об'єктів) — вбудовувана система керування базами даних для об'єктів із відкритим вихідним кодом. Для некомерційного користування доступна під ліцензією GPL. Оскільки СКБД призначена для збереження об'єктів, її повноцінна реалізація можлива тільки в мовах програмування, які використовують рефлексію. Версія 5.2 підтримує технології Java, .NET Framework і Mono.

## Історія
Термін «об'єктно-орієнтовані системи баз даних» з'явився приблизно в 1985 році, хоча перші наукові розробки в цій галузі почалися в середині 1970 років.
Перші комерційні об'єктні системи керування базами даних з'явилися в 1990-их роках.
Друга хвиля зростання спостерігалася в першому десятилітті XXI століття, коли на ринку з'явилися об'єктно-орієнтовані бази даних, написані повністю об'єктно-орієнтованою мовою. Db4o є прикладом таких систем, повністю написаним на Java і С#. Розробку проєкту розпочав 2000 року головний архітектор Карл Розенберг, поширення розпочато 2001 року. Db4o від перших днів підтримали близько 100 співробітників і користувачів спільноти, і вже тоді, ще до запуску в корпоративну мережу, він мав успіх у використанні в корпоративних та академічних застосуваннях.
2008 року db4o купила компанія Versant і почала поширювати під подвійною ліцензією: комерційною і GNU GPL. З моменту початкового запуску db4o була суттєво покращена.

## Місце у світі баз даних
Db4o підтримує модель об'єктно-орієнтованої бази даних. Розроблювані на базі db4o системи не вимагають створення окремої моделі даних, модель класів програми визначається структурою даних у базі db4o.
Розробники, які використовують реляційні бази даних, можуть застосовувати db4o як додатковий інструмент. Обмін даними db4o-RDBMS можна реалізувати за допомогою db4o Replication System (dRS). Також dRS може використовувати для переміщення між об'єктною (db4o) та реляційною технологіями (RDBMS).

## Особливості

### Однорядкова база даних
Db4o містить функцію, яка дозволяє зберігати будь-який об'єкт з єдиною командою:
objectContainer.store(new SomeClass());
Усі поля об'єкта зберігаються автоматично. Для окремих типів можна писати власні обробники.

### Вбудовуваність
Db4o проєктується так, що вона є вкладеною в інші програмні компоненти, повністю невидимою для користувача. Тому db4o не потребує ніякого окремого інсталяційного механізму.

### Режим «клієнт-сервер»
Режим «клієнт-сервер» дозволяє db4o підтримувати зв'язок між клієнтськими програмами та сервером. Db4o користується TCP/IP для комунікацій «клієнт-сервер» та дозволяє налаштовувати номер порту. Комунікація здійснюється через запит.

## Документація
Db4o має різні джерела документації: посібники, довідник, документація щодо API та блоги. Важлива інформації також доступна на форумах, у публікаціях спільноти тощо.

## Диспетчер об'єктів
Диспетчер об'єктів (Object Management Enterprise; OME) — засіб для огляду бази даних db4o, доступний, як додаток до Eclipse і MS Visual Studio 2005/2008. Дозволяє переглядати класи та об'єкти в базі даних, з'єднуватися зі сервером бази даних, будувати запити, переглядати статистику бази даних тощо.
Також база даних db4o забезпечує деякі адміністративні функції:
- Індексація
- Дефрагментація
- Дублювання